# ترخس غرينيري
ترخس غرينيري (الاسم العلمي:Trechus grenieri) هو نوع من الحشرات يتبع جنس الترخس من فصيلة الخنافس الأرضية.